# Lobonema
Lobonema is een geslacht van neteldieren uit de familie van de Lobonematidae.

## Soort
- Lobonema smithii Mayer, 1910